# 蕭鈞 (唐朝)
蕭鈞（？—7世紀），祖籍南蘭陵郡蘭陵縣（今江苏省常州市武进区），唐朝政治人物，梁明帝之子蕭珣之子。

## 生平
蕭鈞博學有才望，貞觀年間擔任中書舍人時，甚為房玄齡、魏徵所器重。
永徽二年（651年），蕭鈞被拜為諫議大夫，兼弘文館學士。當時，左武候引駕盧文操翻墻盜取左藏庫中的器物被發現後，唐高宗命有關部門將其處死，但蕭鈞卻向高宗進諫說，按照法律盧文操罪不至死，皇帝不應該出於個人喜怒而隨意處置。高宗納諫後，免除了盧文操的死罪。不久之後，太常寺的樂工宋四通等人為宮人通傳信物被發覺，高宗特令處死，但又因蕭鈞進諫而免除宋四通等人的死罪。
不久之後，蕭鈞轉任太子率更令，兼崇賢館學士。顯慶年間（656年－661年），蕭鈞去世。

## 著作
- 《韻旨》二十卷
- 《蕭鈞集》三十卷

## 後代
- 子：蕭灌（626年－682年），字玄茂，官至渝州長史，追贈吏部尚书，夫人京兆韦氏（639年－692年）[1]
  - 孫：蕭仲豫，衛尉少卿、絳州刺史
    - 曾孫：蕭賁，侍御史
    - 曾孫：蕭孚，均州刺史[2]
    - 曾孫：蕭晉，太府少卿、彭州刺史，贈祕書監，封彭城縣開國男
      - 玄孫：蕭遇（727年－797年），字同人，排行第一，太僕少卿，襲封彭城縣開國男[3]
        - 五世孫：蕭澈，本名蕭淳[3]，避諱唐憲宗改名，職方郎中
          - 六世孫：蕭喆
          - 六世孫：蕭𤤴
          - 六世孫：蕭兢[4]

      - 玄孫：蕭顒，東川行軍司馬，兼御史大夫
        - 五世孫：蕭澣，字明文
        - 五世孫：蕭泳

      - 玄孫：蕭異，起居舍人[2]

  - 孫：蕭嵩，唐玄宗時宰相